# 宝性院 (古河市)
宝性院（ほうしょういん）は、茨城県古河市久能にある真言宗豊山派の寺院。山号を谷中山、院号を宝性院という。葛飾坂東観音霊場の第十四番札所。この霊場は宝性院の住持・秀伝和尚により、正徳4年（1714年）に創設されたもので、この寺が札元となっている。 

## 歴史
永和 2年（1376年）10月の開基とされる。明和 7年（1770年）3月に久能村が関宿藩に提出した書き上げによると、正徳4年（1714年）以降は古河市柳橋にある龍蔵院の末寺になる。正徳4年は、住持・秀伝が葛飾坂東観音霊場を創設した歳で、この寺も第十四番札所、札元となる。嘉永 6年（1853年）10月2日、当時の住持・賢明が死去した後は無住となった。 
明治 3年（1870年）に新政府が行った寺籍調査でも無住とされ、弘道という名の留守居同心者がいた。また、本尊は大日仏、境内地が二千坪、檀家が51軒だった。旧桜井村により作成された『社寺多台帳』によれば、境内には本堂・観音堂・庫裡・不動堂があり、境内の外にも大日堂があったが、明治初期の廃仏毀釈のため寺は荒廃し、のちに本堂・庫裡は売却、大日堂も観音堂に合併された。現在は檀家によって維持されている。 

## 境内
- 観音堂：　参道を入ると左手に観音堂がある。観音の三十三化身にちなみ、間口が3間3尺ある。観音堂の中には、高さ3尺3寸の十一面観音像が安置されている。[4] [3] [5]
- 秀伝和尚の墓地：　観音堂左の墓地に、この寺の住持・秀伝の墓石がある。『下総巡礼歌』（龍蔵院所蔵・寛延2年2月吉日発行）によれば、秀伝は7月19日の夜、夢のお告げを受けて、観音霊場を開設。下総国葛飾郡・猿島郡・結城郡、および、下野国下都賀郡の寺に呼びかけて、正徳4年（1714年）秋、葛飾坂東観音霊場の第一回開帳を実現した。墓石には、その18年後の享保17年（1732年）3月19日、秀伝和尚が死去したと刻まれている。また墓石には、弟子の秀栄と「筆子一百輩」が建立したと記されており、秀伝は手習いの教授としても活躍していたことが分かる。[6] [7]
- 十九夜念仏供養塔：　延享4年（1747年）造立。十九夜講は地域的な観音信仰で、女性が安産育児・子授け、病気の快癒、死後の供養などを祈願した。[6]

## 葛飾坂東観音霊場
宝性院は葛飾坂東観音霊場の第十四番札所。ご詠歌は　「現当の　くのふをまつる　観世音　大慈大悲の　ちかいたのもし」
葛飾坂東観音霊場では各寺院に「ご詠歌」があり、参拝時にご詠歌を唱えることは、経文読唱と同じ功徳があるとされる。

## 交通
- 鉄道
  - JR宇都宮線（東北本線）古河駅　東口から約9km
    - タクシー25分
    - 徒歩110分
    - 同駅西口にて市内観光用無料レンタル自転車「コガッツ」利用可[9]